# 山鹿市立米野岳小学校

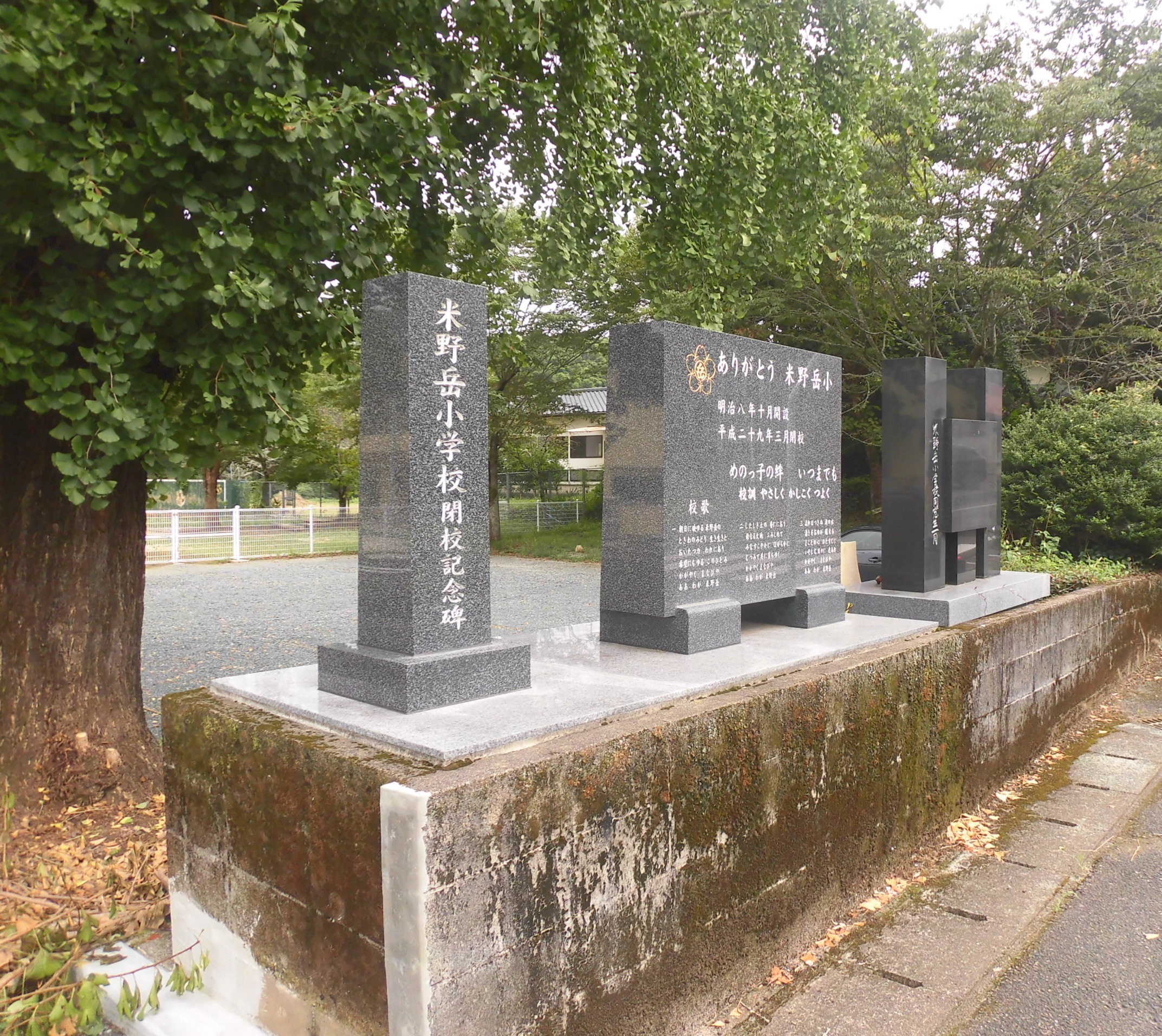
閉校記念碑

山鹿市立米野岳小学校（やまがしりつ めのだけしょうがっこう）は、かつて熊本県山鹿市鹿央町合里にあった公立の小学校。
2017年（平成29年）3月末をもって閉校し、山鹿市立めのだけ小学校に統合された。
新設校の名称と読み方は同じであるが、校地・校舎については、旧・米野岳小学校ではなく、旧・米田小学校のものが継承された。

## 概要
歴史
1875年（明治8年）創立の小学校2校（岩原・合里）が1915年（大正4年）に統合。2017年（平成29年）に市立小学校4校の統合により閉校し、142年の歴史に幕を閉じた。
校訓
「やさしく、かしこく、つよく」
校章
中央に「岳」の文字を配している。
校歌
歌詞は3番まであり、各番の歌詞中に校名の「米野岳」が登場。

## 沿革
- 1875年（明治8年）[2]
  - 10月[1] - 山鹿郡6村（堂米野・下米野・姫井・岩倉・郷原・上岩原）にそれぞれ小学校が設置される。
  - この年 - 2村（堂米野・下米野）合併で「米野村」、2村（上岩原・郷原）合併で「岩原村」が発足。
- 1876年（明治9年）- 2村（姫井・米野）の合併により、「合里村」が発足。
- 1888年（明治21年）頃までに - 「尋常岩原小学校」と「尋常合里小学校」の2校に集約される。
- 1889年（明治22年）4月1日 - 町村制施行により、山鹿郡2村（合里・岩原）が合併の上、「米野岳村」が発足。
- 1890年（明治23年）- 下米野分教場が岩原小学校から合里小学校に移管される。
- 1891年（明治24年）- 尋常合里小学校 姫井分教場が設置される。
- 1892年（明治25年）- 「岩原尋常小学校」・「合里尋常小学校」に改称。
- 1896年（明治29年）4月1日 - 山鹿郡と山本郡が合併の上、鹿本郡が発足。
- 1898年（明治31年）- 合里尋常小学校 姫井分教場が廃止される。
- 1903年（明治36年）- 米野岳高等小学校が創立。
- 1914年（大正3年）- 米野岳高等小学校が解散。

統合
- 1915年（大正4年）6月 - 尋常小学校2校（合里・岩原）が統合の上、「米野岳尋常高等小学校」となる。合里分教場を設置。
- 1917年（大正6年）10月 - 新校舎が完成し、移転を完了。
- 1918年（大正7年）9月 - 農業補習学校を併置。
- 1941年（昭和16年）4月1日 - 国民学校令施行により、「米野岳村米野岳国民学校」と改称。尋常科を初等科に改める。
- 1947年（昭和22年）- 学制改革が行われる（六・三制の実施）。
  - 4月1日 - 国民学校初等科は、新制小学校「米野岳村立米野岳小学校」と改称。
  - 4月 - 国民学校高等科は青年学校普通科とともに、新制中学校「鹿本郡米野岳村外二ヶ村中学校組合立 米野岳中学校」に改組・改称。
- 1955年（昭和30年）7月1日 - 鹿本郡3村（米野岳・千田・山内）合併により、「鹿央村立米野岳小学校」と改称。
- 1957年（昭和32年）3月31日 - 米野分校を廃止。
- 1965年（昭和40年）11月1日 - 町制施行により、「鹿央町立米野岳小学校」と改称。
- 2005年（平成17年）1月15日 - 山鹿市との合併により、「山鹿市立米野岳小学校」（最終名）と改称。
- 2017年（平成29年）
  - 2月26日 - 閉校式を挙行。
  - 3月31日 - 閉校。
  - 4月1日 - 山鹿市立小学校4校（米野岳・千田・山内・米田）の統合により、山鹿市立めのだけ小学校が開校。

## 交通アクセス
最寄りのバス停留所
- 九州産交バス 「米の岳農協前」停留所

最寄りの幹線道路
- 熊本県道55号山鹿植木線

## 周辺
- かおう保育園
- 山鹿警察署鹿央警察官駐在所
- 米野岳簡易郵便局
- JAかもと鹿央支所
- 岩原川